# David Isaacs Jones
David Isaacs Jones (Southborough, Kent, 17 de septiembre de 1939-Pamplona, 22 de agosto de 2024) fue un pedagogo y profesor universitario británico asentado en España. Pionero en la investigación sobre la dirección de centros educativos, y en la organización de actividades de formación y perfeccionamiento para directivos.

## Biografía
Nacido en Southborough, en el condado de Kent en 1939. Tras licenciarse en el Master of Arts en la Universidad de Cambridge (1963), se trasladó a España. Trabajó como profesor de inglés en el colegio Gaztelueta, en Lejona (Vizcaya). En octubre de 1968 se incorporó a la Universidad de Navarra, donde ocupó diversos cargos en el Instituto de Ciencias de la Educación (ICE): director (1968); secretario (1969-1975) y director adjunto (1975-1994). Fue profesor titular del ICE (desde 1975) y profesor de Organización Educativa y de Pedagogía de la Facultad de Filosofía y Letras. Tras doctorarse en Ciencias de la Educación en la Universidad de Navarra (1981), fue nombrado vicerrector de Relaciones Internacionales (1985-1991); y posteriormente bibliotecario general de la Universidad (1992-1996).
En su labor docente, fue pionero en la investigación sobre la dirección de centros educativos, y en la organización de actividades de formación y perfeccionamiento para directivos en España. Fue profesor de la asignatura Dirección y gestión de centros educativos. Dirigió once tesis doctorales, y fue consultor de docentes en centros educativos de más de treinta países de África, América, y Europa.
Se casó con María Luisa Abril Martorell, hermana del que fuera ingeniero y ministro Fernando Abril Martorell. El matrimonio tuvo siete hijos: Laurence, Miguel, Helen, María, Catherine, Carolina y Elizabeth Isaacs Abril.

## Publicaciones
También plasmó su labor pedagógica en diversas monografías sobre temas educativos. Entre sus publicaciones, destacan:
- "La educación de las virtudes humanas", un libro reeditado trece veces, y al que se le han incorporado una serie de videos.[10]
- "El trabajo de los profesores" (2010)
- "Ocho cuestiones esenciales en la dirección de centros educativos" (2007)
- "Virtudes para la convivencia familiar" (2014)
- "Teoría y práctica de la dirección de los centros educativos" (1997)
- "La dirección y organización de los centros educativos" (1970)
- "Cómo mejorar la dirección de los centros educativos" (1974)
- "Cómo evaluar los centros educativos" (1977)
- "Re-unión familiar" (1974)
- "Dinámica de la comunicación en el matrimonio" (2ª ed. 1991)
- "Familias contracorriente" (1994).